# Witold Czarnecki (polityk)
Witold Wojciech Czarnecki (ur. 12 kwietnia 1953 w Murowanej Goślinie) – polski polityk i inżynier, doktor nauk technicznych, poseł na Sejm V, VI, VII, VIII, IX i X kadencji.

## Życiorys
Ukończył studia o kierunku budownictwa miejskiego i przemysłowego na Wydziale Budownictwa Lądowego Politechniki Poznańskiej (magister inżynier). Uzyskał stopień doktora nauk technicznych na Wydziale Budownictwa Lądowego w Politechnice Poznańskiej. Został zatrudniony jako nauczyciel akademicki w Instytucie Budownictwa Uniwersytetu Zielonogórskiego.
Należał do Porozumienia Centrum, następnie przystąpił do Prawa i Sprawiedliwości. W 2005 z listy PiS został wybrany na posła V kadencji w okręgu kaliskim. W wyborach parlamentarnych w 2007 po raz drugi uzyskał mandat poselski, otrzymując tym razem w okręgu konińskim 18 137 głosów. W wyborach do Sejmu w 2011 z powodzeniem ubiegał się o reelekcję, dostał 10 201 głosów.
W 2015 i 2019 był ponownie wybierany do Sejmu, otrzymując odpowiednio 26 399 głosów oraz 16 502 głosy. W 2021 powołany przez premiera Mateusza Morawieckiego w skład Rady Doradców Politycznych. W wyborach w 2023 utrzymał mandat poselski na kolejną kadencję, zdobywając 17 601 głosów.